# SM Torpedoboot 83F
SM Torpedoboot 83F, zkráceně SM Tb.83F později Smeul a Toros, byla rakousko-uherská torpédovka typu 82F. Stejně jako její sesterské lodě byla postavena v loděnici Danubius Porto Re.

## První světová válka
Po svém uvedení do služby byla zařazena do I. torpédové flotily. Dne 2. února 1916 se spolu s křižníkem Sankt Georg, torpédoborcem Wildfang a torpédovkami Tb.87F, Tb.88F a Tb.98M podílela na zničení železničních zařízení mezi italskými městy Ortona a San Vito. O čtyři dny později vyplula spolu s Tb.74T, Tb.78T, Tb.80T, Tb. 87F a Tb.88F, při krytí křižníkem Helgoland, s úkolem napadnout transportní lodě Dohody plující z Drače do Brindisi. Cestou se srazila s Tb.74T, na níž byly škody natolik vážné, že se celý svaz musel vrátit. Lodě však zachytil britský lehký křižník HMS Weymouth v doprovodu francouzského torpédoborce Bouclier. Tb.83F na ně podnikla útok dvěma torpédy. Ani jedno sice nezasáhlo cíl, úhybné manévry dohodových lodí však umožnily svazu únik na sever. 4. července se pak účastnila výpadu lehkých hladinových lodí (křižník Helgoland, torpédoborce Orjen, Tátra, Balaton a torpédovky Tb.85F a Tb.87F) do Otrantské úžiny. Výpad si zopakovala 30. července, kdy spolu s křižníkem Novara a torpédovkami Tb.85F, Tb.87F a Tb.88F opět vplula do Otranta, avšak kontakt s nepřítelem nebyl navázán. Účastnila se i další akce proti italskému pobřeží; jako součást rakouských sil (pancéřové křižníky Sankt Georg a Kaiser Karl VI. a torpédovka Tb.85F) ostřelovala pobřeží u Brindisi.

## Poválečná služba
Po válce obsadili torpédovku Italové. V roce 1920 byla předána Rumunsku, které ji pod jménem Smeul zařadilo do svého námořnictva. Loď se účastnila druhé světové války, v roce 1944 padla do rukou Rudé armádě. Ta ji přejmenovala na Toros. Po válce byla odevzdána zpět Rumunsku a v roce 1958 vyřazena, v roce 1960 pak sešrotována.